# Albert Lemasson
Pour les articles homonymes, voir Lemasson.
 (janvier 2020).
La mise en forme du texte ne suit pas les recommandations de Wikipédia : il faut le « wikifier ».
Les points d'amélioration suivants sont les cas les plus fréquents :
- Les titres sont pré-formatés par le logiciel. Ils ne sont ni en capitales, ni en gras.
- Le texte ne doit pas être écrit en capitales (les noms de famille non plus), ni en gras, ni en italique, ni en « petit »…
- Le gras n'est utilisé que pour surligner le titre de l'article dans l'introduction, une seule fois.
- L'italique est rarement utilisé : mots en langue étrangère, titres d'œuvres, noms de bateaux, etc.
- Les citations ne sont pas en italique mais en corps de texte normal. Elles sont entourées par des guillemets français : « et ».
- Les listes à puces sont à éviter, des paragraphes rédigés étant largement préférés. Les tableaux sont à réserver à la présentation de données structurées (résultats, etc.).
- Les appels de note de bas de page (petits chiffres en exposant, introduits par l'outil «  Source ») sont à placer entre la fin de phrase et le point final[comme ça].
- Les liens internes (vers d'autres articles de Wikipédia) sont à choisir avec parcimonie. Créez des liens vers des articles approfondissant le sujet. Les termes génériques sans rapport avec le sujet sont à éviter, ainsi que les répétitions de liens vers un même terme.
- Les liens externes sont à placer uniquement dans une section « Liens externes », à la fin de l'article. Ces liens sont à choisir avec parcimonie suivant les règles définies. Si un lien sert de source à l'article, son insertion dans le texte est à faire par les notes de bas de page.
- La présentation des références doit suivre les conventions bibliographiques. Il est recommandé d'utiliser les modèles {{Ouvrage}}, {{Chapitre}}, {{Article}}, {{Lien web}} et/ou {{Bibliographie}}. Le mode d'édition visuel peut mettre en forme automatiquement les références.
- Insérer une infobox (cadre d'informations à droite) n'est pas obligatoire pour parachever la mise en page.

Pour une aide détaillée, merci de consulter Aide:Wikification.
Si vous pensez que ces points ont été résolus, vous pouvez retirer ce bandeau et améliorer la mise en forme d'un autre article.
Albert Lemasson (né le 29 août 1892 à Saint-Mars-du-Désert et mort le 29 mai 1982 à Bordeaux) est un peintre français.

## Biographie
Albert Lemasson naît le 29 août 1892 à Saint-Mars-du-Désert en Loire-Atlantique. Il est exempté du service militaire en 1913, puis versé au Service auxiliaire de mai 1917 à juillet 1919. Période pendant laquelle il passe quelque temps dans la région de Salonique et dont il ramène quelques dessins.  Démobilisé le 30 juin 1919, il revient chez lui à Saint-Mars-du-Désert.
De formation classique, entré à l’École nationale supérieure des beaux-arts de Paris en 1919, rejoint par son frère Paul Lemasson (1897-1971) en 1920. Il y fréquente d’abord l’atelier du peintre Fernand Cormon (1845-1924) à partir de 1920, ensuite pendant une dizaine d’années l’atelier de fresque de Paul Baudoüin (1844-1931), élève de Pierre Puvis de Chavannes (1824-1898). Il s’adonne durant vingt-cinq ans principalement à la décoration des églises : fresques à mortier frais. Tout en exécutant ses fresques, il continue à peindre à l’huile, à l’aquarelle et à dessiner toujours d’après motif.
Le 21 décembre 1927, il épouse Marie-Louise Lebon-Desmottes (1902-1991), élève de l’atelier de Maurice Denis (1870-1943), aquarelliste et relieuse d'art. Ils n’auront pas d’enfant. Ils habitent no 11 rue du Commandeur à Paris (XIVe siècle), puis plus tard à Bordeaux, où après plusieurs séjours rue St Rémi (famille Noailles), ils s’installent définitivement dans le quartier du Grand Parc après 1978. À partir des années 1930, ils viennent assez régulièrement passer l’été chez leurs cousins Noailles à Bernos et à Mazères en Gironde. Ils voyagent en France (Aisne, Bretagne, île de Ré, Côte d’Azur, Pyrénées, Cap Ferret, Agenais, Montauban, Montpellier et Cévennes, Provence, Alpilles, Cantal, Puy de Dôme…) et à l’étranger (Espagne, Baléares, Italie), Grèce... L’œuvre d’Albert en témoigne.
Il meurt le 29 mai 1982 à Bordeaux,.

## Œuvres
Fresques
- 1925 : décoration avec son frère Paul de la coupole de l’église Saint-Martin du Cellier (Loire-Atlantique) avec une fresque représentant Saint-Martin. Décoration de la chapelle du Château de Clermont commune du Cellier, également avec son frère Paul.
- 1927 à 1930 : décoration de l’intérieur de l’église de La Haie-Fouassière (Loire-Atlantique) avec son frère Paul : « Chemin de Croix », « Adoration des Mages », « Monument aux Morts de la Guerre 1914-1918 ».
- 1933 à 1935 : décoration avec son frère Paul de l’église de La Roche-Blanche de 14 tableaux représentant un « Chemin de Croix », 80x80, d’un « Saint-Michel terrassant le Dragon » (plus grand que nature), ainsi que d’une « Vie de la Vierge » en 4 tableaux (grandeur nature).
- 1941 : première commande officielle. L’État lui confie la décoration de l’intérieur de l’église Sainte-Lucie des Moulineaux à Issy-les-Moulineaux : « Vie de Sainte Lucie » à laquelle s’ajoute un « Chemin de croix » en 1944.
- 1942 : décoration du chœur de l’église Saint-Médard de Saint-Mars-du-Désert (Loire-Atlantique) avec son frère Paul : sur la partie droite de ce triptyque monumental figure « La Passion du Christ », tandis que sur la partie gauche est représenté le « Sacrifice de la Messe », ainsi que « La Fuite en Égypte ».
- 1943 : décoration de la crypte de l’église de Drancy : « Litanies de la Vierge ».
- 1944 à 1946 : fresques de l'église de La Planche (Loire-Atlantique); chœurs des églises de Couffé[6] et Thouaré (Loire-Atlantique), fresque de 6 m x 3,5 m , relatant le passage de Notre-Dame-de-Boulogne[7].. avec son frère Paul.
- 1947 : décoration de l’église de Pavillons-sous-Bois (Seine-Saint-Denis) : « Hommage à Notre-Dame de Lourdes ».
- 1948 : décoration de l’église de Féricy (Seine-et-Marne) près Fontainebleau : « Chemin de Croix » en 14 tableaux.

Chevalet
Tout en honorant ses commandes de fresques, Albert Lemasson peignait des tableaux de chevalet en tous genres : portraits, nus, natures mortes, scènes d’intérieur, paysages au cours des nombreux voyages qu’il fit, accompagné de sa femme, en France, Italie, Espagne… paysages qu’il traite à l’huile, à l’aquarelle quand ce n’est pas à l’encre de Chine, à la sanguine, à la sépia ou à la mine de plomb.

## Expositions
- de 1931 à 1934 : Nantes « Galerie Mignon-Massart ».
- de 1936 à 1938 : Paris « Galerie Carmine », rue de Seine : 23 dessins originaux reproduisant le « Chapelet des églises fortifiées de Thiérache », encre et lithographies[8].
- 1948 : Bordeaux à « l’Ami des Lettres », exposition inaugurée par M. Chaban-Delmas maire de la ville.
- 1950 : Paris, boulevard Saint-Germain, « Galerie Pelletan-Helleu », il expose  sépias et encres de Chine rapportées de Rome : « La Place du Peuple », « la Villa Médicis », « l’Arc de Constantin »…
- 1950 : centre culturel de Rome : « Forum », « Arc de Titus », « Temple de Saturne », « Chapelle près Saint-Grégoire », « La Sapience », « Château Saint-Ange », Voie Appienne » dont il fit une suite de sept lithographies.
- de 1951 à 1952 : Paris à la « Société Nationale des Beaux-Arts » dont il est sociétaire et à Bordeaux à « l’Estampe Moderne » : encres et aquarelles originales, inspirées par les rues et les vieux monuments de Bordeaux, le port…
- 1952 : Paris « Galerie Pelletan-Helleu » : « Encres et aquarelles », « Plateaux de Castille » (Espagne).
- 1956 : Paris « Galerie Pelletan-Helleu ».
- 1978 : Paris "Galerie Dany-Thibaud".
- 1978 : Bordeaux "Galerie L'Ami des Lettres".
- 1979 : Bordeaux (inauguration par le maire de Bordeaux Jacques Chaban-Delmas).
- 1980 : Paris "Galerie Dany-Thibaud".
- 1982 : Bordeaux "Galerie L'Ami des Lettres".
- 6 au 30 juin 1984 : Hommage à Albert Lemasson à la Galerie « L’ami des Lettres » à Bordeaux, sous le haut patronage de Jacques Chaban-Delmas député-maire de Bordeaux.
- à partir du 30 octobre 1986 : Albert Lemasson « Rétrospectives » (1892-1982), « Galerie France » à Bordeaux, sous le haut patronage deJacques Chaban-Delmas Président de l’Assemblée Nationale, maire de Bordeaux.

## Acquisitions de la ville de Paris
- 1951 : Aquarelle : Monte Mario (Italie).
- 1952 : Aquarelle : l’Embouchure de la Rance.
- 1952 : Encre : Saint-Malo vu de Dinard.
- 1952 : Huile : Assise (Vallée du Teschio).
- 1953 : Huile : Vue d’Assise (20 P.).
- 1954 : Aquarelle : Rome, le Forum Boarium.
- 1955 : Aquarelle : le Port de Bordeaux.
- 1956 : Aquarelle : Espagne, Grenade, «  l’Albaicin ».
- 1957 : Aquarelle : Espagne, Valence, « la Bourse de la Soie ».
- 1958 : Aquarelle : Espagne, Palma de Majorque.

## Commandes de l’État, œuvres à fresques
- 1941 : Église de Sainte-Lucie des Moulineaux : Chœur (La Vie de Sainte-Lucie), Nef (Chemin de Croix).
- 1943 : Église Sainte-Louise-de-Marillac à Drancy : Crypte (Notre-Dame du Rosaire).
- 1947 : Église Notre-Dame-de-Lourdes, à Pavillons-sous-Bois : Chœur (hommage à N.-D. de Lourdes).